# Nokia 8
Nokia 8是一款运行Android Nougat操作系统的诺基亚品牌高阶机。这是HMD Global推出的首款旗舰机型。此款手机于2017年8月16日在伦敦发布，9月6日在欧洲开始发售。其改进版本Nokia 8 Sirocco于2018年2月25日在西班牙巴塞罗那举办的世界行動通訊大會上发布。

## 规格

### 硬體
Nokia 8搭载了一枚高通骁龙835处理器，蓝色、银色、金铜色版本支援4GB記憶體和64GB内置儲存空间，金蓝色版本支援6GB記憶體和128GB内置儲存空间，均支援MicroSD卡扩展。此款手机配备了一块由第五代康宁大猩猩玻璃保护的5.3英寸QHD解析度螢幕。这是诺基亚首款配备双摄系统的手机。后置相機配置有光学防抖和双LED闪光灯。此相机的特色是“Bothie”图像，前置和后置相机可通过划分屏幕同时使用，此技术被称为Dual-Sight。相机均使用蔡司光学元件。它包含几个麦克风，能够使用双耳编解码器录制360度的空间音訊，提供高保真播放。这是一种名为OZO Audio的技术，来源于诺基亚OZO相机。它的接口包括一个3.5毫米耳机接口和一个USB-C充电和数据传输接口。它不具备任何防水性能，但是拥有IP54级别的防泼溅性能。Nokia 8机身平均厚度7.3毫米，边缘厚度4.3毫米。它有四种颜色的版本可供选择，分别是蓝色、银色、金铜色和金蓝色。该设备使用石墨屏蔽整个冷却铜管，其设计用于将热量从骁龙835芯片中移出，并将其散布到整台手机。

### 软體
和Nokia 3、Nokia 5和Nokia 6一样，Nokia 8被证实是运行Android Nougat操作系统。为了配合这款手机的双拍功能，其自带的相机应用有着不同于其他机型的设计。它还配备了与之前在Lumia系列手机采用的“概览屏幕”类似的always-on-display显示。该款手机已经正式迎来Android Oreo系统更新。
在2018年12月，Nokia 8提供Android 9.0 Pie更新。